# 214. Infanterie-Division (Deutsches Kaiserreich)
Die 214. Infanterie-Division war ein Großverband der Preußischen Armee im Ersten Weltkrieg.

## Geschichte
Die Division wurde am 8. September 1916 an der Westfront zusammengestellt und hier bis Kriegsende eingesetzt. Anschließend trat sie den Rückmarsch in die Heimat an, wurde dort demobilisiert und schließlich aufgelöst.

### Gefechtskalender

#### 1916
- 15. bis 30. September – Schlacht an der Somme
- 03. Oktober bis 25. November – Stellungskämpfe zwischen Maas und Mosel
- ab 27. November – Stellungskämpfe an der Somme

#### 1917
- bis 30. Januar – Stellungskämpfe an der Somme
- 31. Januar bis 15. April – Stellungskämpfe in der Champagne
- 16. bis 21. April – Doppelschlacht Aisne und Champagne
- 22. April bis 23. Juli – Stellungskämpfe in der Champagne
- 01. bis 20. August – Schlacht in Flandern
- 21. August bis 19. November – Stellungskämpfe in Flandern
- ab 21. November – Kämpfe in der Siegfriedstellung
  - 20. bis 29. November – Tankschlacht bei Cambrai
  - 30. November bis 7. Dezember – Angriffsschlacht bei Cambrai

#### 1918
- bis 2. Januar – Kämpfe in der Siegfriedstellung
- 03. Januar bis 9. April – Stellungskämpfe in Flandern
- 10. bis 29. April – Schlacht um den Kemmel
- 30. April bis 15. Mai – Stellungskrieg in Flandern
- 17. Mai bis 20. August – Kämpfe zwischen Arras und Albert
- 21. August bis 2. September – Schlacht bei Monchy-Bapaume
- 03. bis 26. September – Kämpfe vor der Siegfriedfront
- 27. September bis 8. Oktober – Abwehrschlacht zwischen Cambrai und Saint-Quentin
- 09. Oktober bis 4. November – Kämpfe vor und in der Hermannstellung
- 05. bis 11. November – Rückzugskämpfe vor der Antwerpen-Maas-Stellung
- ab 12. November – Räumung des besetzten Gebietes und Marsch in die Heimat

## Gliederung

### Kriegsgliederung vom 20. Mai 1918
- 214. Infanterie-Brigade
  - 3. Niederschlesisches Infanterie-Regiment Nr. 50
  - Infanterie-Regiment Nr. 358
  - Infanterie-Regiment Nr. 363
  - 3. Eskadron/Schwere Reserve-Reiter-Regiment Nr. 1
- Artillerie-Kommandeur Nr. 214
  - Triersches Feldartillerie-Regiment Nr. 44
  - I. Bataillon/2. Pommersches Fußartillerie-Regiment Nr. 15
- Pionier-Bataillon Nr. 214
- Divisions-Nachrichten-Kommandeur Nr. 214

## Kommandeure
| Dienstgrad      | Name                    | Datum                                |
| --------------- | ----------------------- | ------------------------------------ |
| Generalmajor    | Karl Müller             | 06. September bis 24. Oktober 1916   |
| Generalleutnant | Richard von Brauchitsch | 25. Oktober 1916 bis 19. Januar 1918 |
| Generalmajor    | Georg Maercker          | 20. Januar 1918 bis 12. Februar 1919 |